# Hauskirche Kirchherten
Die Hauskirche Kirchherten von 1684 ist die älteste evangelische Kirche im Rhein-Erft-Kreis. Sie liegt im Ortsteil Kirchherten der Stadt Bedburg. Die evangelische Kirchengemeinde Kirchherten gehörte bis 1946 zum Kirchenkreis Köln und wechselte dann zum Kirchenkreis Gladbach (heute Kirchenkreis Gladbach-Neuss). Die Kirche steht unter Denkmalschutz.

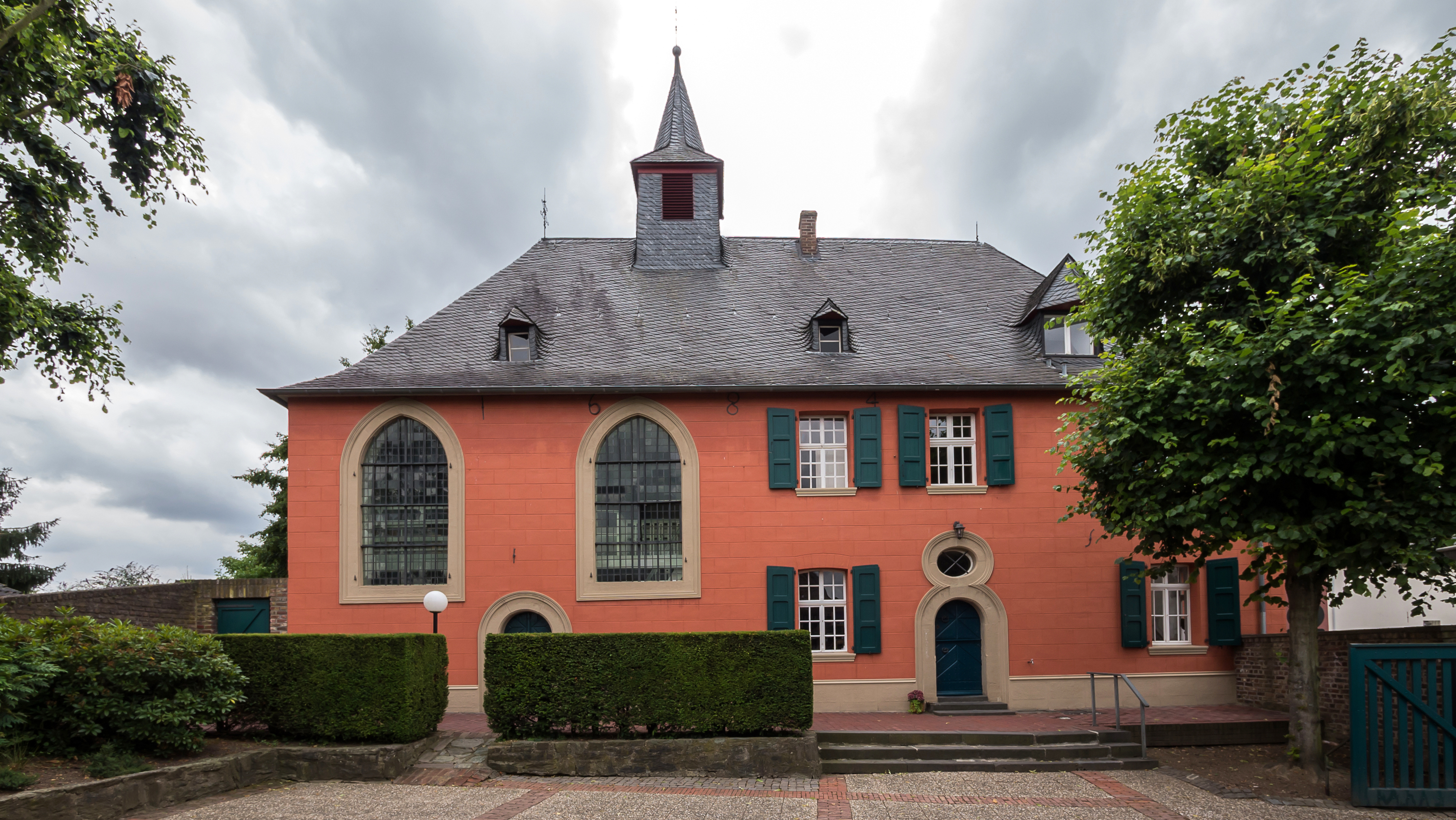
Evangelische Hauskirche

## Gemeindegeschichte
Kirchherten gehörte kirchlich zum Erzbistum Köln und politisch zum Herzogtum Jülich-Berg. Nach der Reformation neigten die Herzöge der neuen Lehre zu, wahrscheinlich beeinflusst vom nahen Augustinerkloster in Bedburg. Mit den wechselnden Ereignissen der folgenden Jahrhunderte wurden die Protestanten mal gefördert, mal unterdrückt, anfangs dominierte die lutherisch Ausprägung, spätestens seit dem niederländischen Befreiungskrieg, unter dem Einfluss niederländischer Flüchtlinge, wurde und blieb die Gemeinde reformiert. 1616 wird im Protokollbuch des Presbyteriums vom 21. Mai von einem reformierten Predigthaus berichtet. Die dort gehaltenen Gottesdienste führen dazu, dass nach dem Westfälischen Frieden durch den Religionsvergleich von Cölln von 1672 zwischen Brandenburg und Pfalz-Neuburg die im Normaljahr 1624 erlaubten Gottesdienste auch in Zukunft erlaubt sein sollten, selbst wenn das Herzogtum katholisch war. So baute man im Jahre 1684 auf dem nach einem Brand 1670 erworbenen Bauernhaus-Grundstück am Ortsrand ein unauffälliges Kirchengebäude, das in der Diaspora keinen Anstoß erregen sollte. Das Baukonzept „Hauskirche“ für ein reformiertes Predigthaus ist regionaltypisch im Diasporagebiet des Jülicher Lands (Ein noch weiter in den Hintergrund gesetztes Kirchengebäude ist eine Hofkirche). Dass zur Zeit des Baues gerade keine Feindschaft herrschte, zeigt sich an dem als Ausgleich für die frühere Beschlagnahme des Predigthauses geleisteten Beitrag der katholischen Gemeinde, die 20 Reichstaler zu den Baukosten beisteuerte. Es ist die älteste Hauskirche im Rheinland, die noch in Nutzung ist.

## Architektur
Giebelständig zur Straße unter einem Dach vereint sind Kirchgebäude und Pfarrhaus und möglicherweise ursprünglich auch Ökonomieteile, die später zur Erweiterung des Pfarrhauses herangezogen wurden. Der kleine Dachreiter als Glockenstube wurde erst bei einer Renovierung der Kirche und Erweiterung der Pfarrwohnung 1827 aufgesetzt, die mit einem königlichen Gnadengeschenk mitfinanziert wurde. Im selben Jahr war die Gemeinde der vom König propagierten Kirche der Altpreußischen Union beigetreten. An der Spitze des Dachreiters wurde ein ebenfalls regionaltypischer Geusendaniel als Wetterfahne platziert. 

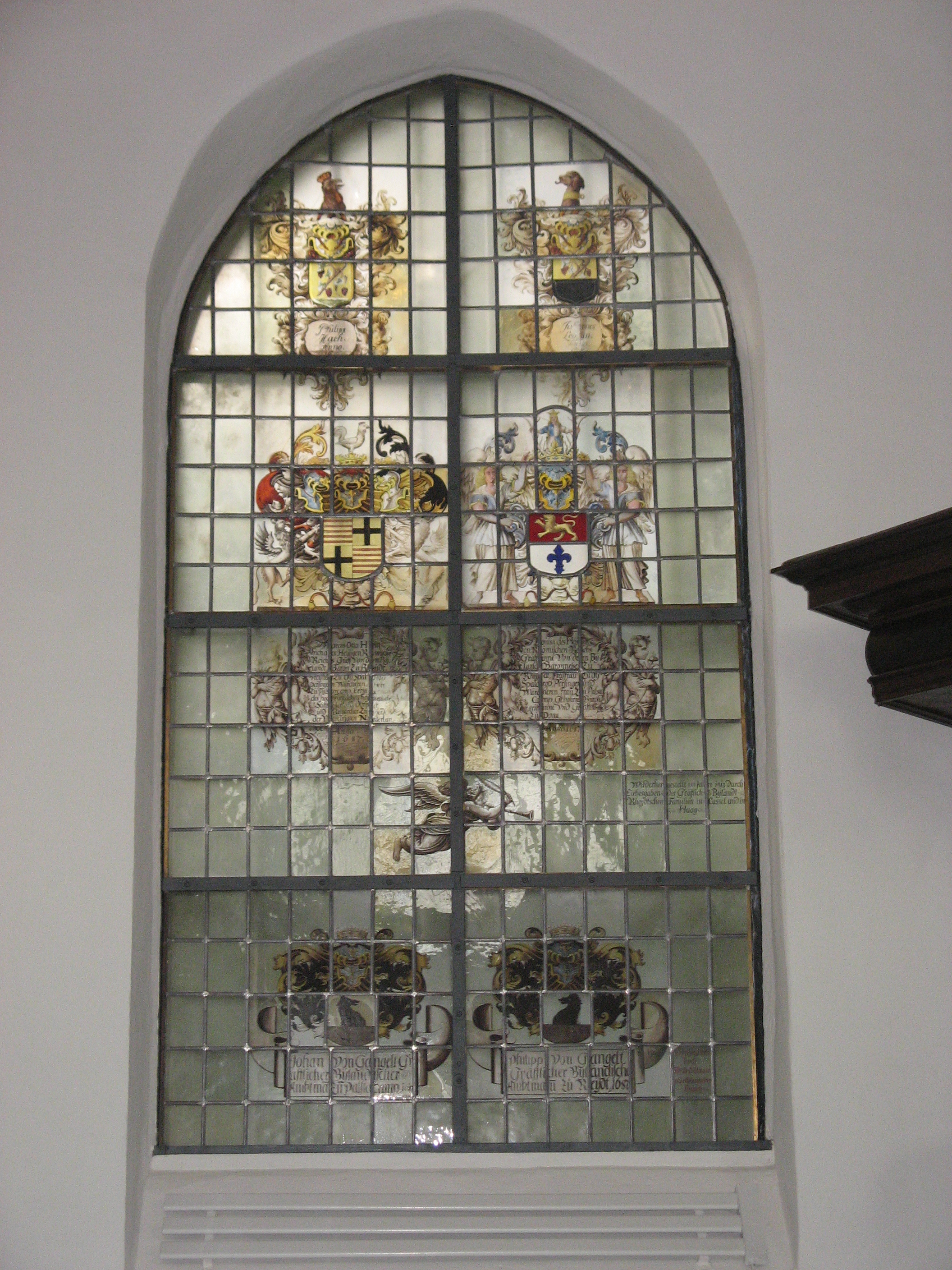
Wappenfenster auf der linken Seite der Kanzel

 Der rechte Wohnteil hat zwei Stockwerke mit in Sandstein eingefasster Rundbogentür und unten einem Fenster und oben zwei von etwas geringerer Höhe, die in der Erweiterung durch je ein Fenster ergänzt sind. Der Kirchenteil links wird geprägt durch die mittige „romanische“ Tür und die zwei oberhalb des runden Türbogens ansetzenden bis unter die Traufe reichenden Bleiglasfenster mit angedeutetem Spitzbogen. Kirchenraum und Pfarrhaus sind innen verbunden durch eine Türe, durch die der Pfarrer von der ursprünglichen Küche, heute Sakristei und Pfarrbüro, in den neun Mal neun Meter großen Kirchenraum treten konnte. Das abgewalmte Dach weist im „Altbau“ je Seite zwei kleine Dachgauben auf, in der Erweiterung eine größere. Die Giebelseite des Pfarrhauses weist drei Fenster je Etage auf.  Das Grundstück ist nach links mit einer Mauer und Holzgittertor von der Straße abgetrennt.

## Ausstattung
Von der ursprünglichen Ausstattung sind noch Teile der vier Wappenfenster, die der Große Kurfürst – das Fenster seiner Gemahlin Sophia Dorothea ist erhalten – und Angehörige des regionalen Adels, zum Beispiel der Bylandt zu Rheydt, gestiftet hatten und die man 1875/76 restaurierte und in die beiden Fenster der Kanzelseite (vom Altar aus die rechte Seite) einsetzte. 
Die Kirche hat seit der Renovierung von 1827 eine Orgel, die man aus einem säkularisierten Kölner Stift übernahm. In das Gehäuse baute die Orgelfirma Stahlhuth, Aachen, in den 1970er Jahren ein neues Werk ein.

## Glocken
In der Glockenstube befinden sich zwei Glocken. Um deren Gewicht abzufangen, musste die Dachkonstruktion durch Eichenbalken verstärkt werden. Sie ruhen auf der gemauerten Giebelwand der Kirche. Die Fachwerkwand, die den Kirchenraum von der Pfarrwohnung trennt, war allerdings zu schwach, darum liegen hier die beiden Balken auf zwei senkrecht aufstehenden, sechs Meter hohen Holzpfeilern mit geschmiedeten Eisenbändern verbunden. 1987 wurde der Dachstuhl samt der tragenden Konstruktion des Glockenturms umfassend saniert und verstärkt.
Bis heute werden die Glocken von Hand geläutet. Dafür muss man durch die Pfarrwohnung auf den Dachboden steigen. Aus zwei Öffnungen im Glockenboden hängen die beiden Glockenseile bis zum Dachboden herab.
Die Glocken haben folgende Disposition:
1. Glocke: Schlagton f”;
2. Glocke: Schlagton d”.
Die erste Glocke wurde 1828 gegossen, ist also noch Original-Ausstattung. Sie trägt keine Inschrift. Die zweite Glocke ist von 1959. Sie ersetzt eine ältere, im Zweiten Weltkrieg eingeschmolzene Glocke, die ihrerseits 1934 die im Ersten Weltkrieg eingeschmolzene Glocke aus dem Originalgeläut ersetzte.
Die zweite Glocke trägt am unteren Rand eine umlaufende Aufschrift: 1684 – 1959 + 275 Jahre Evangelische Kirche zu Kirchherten + CHRISTUS ALLEIN!